# Pantà de Santolària
El pantà de Santolària era una bassa artificial força naturalitzada situada al límit entre Catalunya i Aragó, a la zona coneguda com a Pleta Major del municipi d'Almacelles. Ocupava unes 4 hectàrees de superfície, en una zona destinada al conreu de cereals de secà, i estava localitzada a tocar de la carretera N-240 i de la via del ferrocarril de la RENFE.
Presentava un franja de vegetació de ribera dominada per tamarius (Tamarix canariensis) i algun pollancre (Populus nigra). Així mateix, els marges del pantà, que eren de pendent suau, estaven colonitzats per canyissar i bogar. Entre la fauna vertebrada s'hi havia detectat espècies com l'ànec collverd (Anas platyrhynchos), la fotja (Fulica atra) i la gallineta o polla d'aigua (Gallinula chloropus), el cames llargues (Himantopus himantopus), el bernat pescaire (Ardea cinerea), l'esplugabous (Bubulcus ibis) i d'altres.
L'abril de 2006, el pantà havia desaparegut totalment. Restaven només petits claps de canyís molt localitzats, sobretot al límit de l'espai, on transcorre un petit rec de drenatge. Al conreu on es trobava la bassa sembla haver-se instal·lat un sistema de reg localitzat. A la zona abans ocupada per la bassa hi havia diversos abocaments -rajoles i restes d'una indústria ceràmica, purins, etc.- La bassa es va considerar doncs desapareguda.